# Paul Ingle
Paul Andrew Ingle (* 22. Juni 1972 in Scarborough, North Yorkshire) ist ein ehemaliger, britischer Profiboxer und IBF-Weltmeister im Federgewicht.

## Amateurkarriere
Als Amateur wurde Ingle 1991 und 1993 Englischer Meister im Fliegengewicht sowie 1990 Englischer Vizemeister. Bei den 6. Junioren-Weltmeisterschaften 1990 in Peru, gewann er die Bronzemedaille im Fliegengewicht. 1991 und 1992 gewann er zudem jeweils den Internationalen Kanada Cup in Ottawa.
1992 vertrat er Großbritannien bei den 25. Olympischen Sommerspielen in Barcelona. Dort besiegte er in der ersten Vorrunde Alexander Baba aus Ghana, verlor jedoch anschließend gegen den späteren Olympiasieger Choi Chol-su aus Nordkorea knapp mit 12:13.
Bei den Weltmeisterschaften 1991 in Sydney und den Europameisterschaften 1993 in Bursa, schied er jeweils im Viertelfinale aus.

## Profikarriere
1994 wurde er schließlich Profiboxer und gewann seine ersten 14 Kämpfe in Folge, davon 9 durch Knockout (K. o.). Am 11. Januar 1997 wurde er in London mit einem K.-o.-Sieg in Runde 8 gegen Ex-Weltmeister Colin McMillan (31 Siege – 3 Niederlagen), Britischer Meister im Federgewicht. Im April 1997 verteidigte er den Titel durch K. o. in der elften Runde gegen Michael Alldis (14-3).
Am 11. Oktober 1997 gewann er in Sheffield durch einen K.-o.-Sieg in der achten Runde gegen Jon Jo Irwin (17-3), zusätzlich den Meistertitel des Commonwealth. Nach einem folgenden Punktesieg gegen Trust Ndlovu (14-2) aus Simbabwe und einem K.-o.-Sieg gegen Moussa Sangare (33-9) aus Luxemburg, boxte er am 8. August 1998 in Scarborough gegen den Ukrainischen Meister Rakhim Mingaleyev um den Interkontinentalen Meistertitel der IBF und gewann durch K. o. in der vierten Runde. Am 26. September 1998 wurde er in York mit einem K.-o.-Sieg in der achten Runde gegen Billy Hardy (37-8), Europameister der EBU.
Ungeschlagen in bisher 21 Profikämpfen, erhielt er am 10. April 1999 in Manchester einen WM-Titelkampf der WBO gegen den ebenfalls ungeschlagenen Naseem Hamed (31-0). In dem mit äußerster Härte geführten Kampf musste Ingle in den Runden 1 und 6 jeweils zu Boden, gewann jedoch in den Runden 9 und 10 die Oberhand, fügte Hamed eine stark blutende Nasenverletzung zu und brachte ihn sogar an den Rand eines Niederschlages. In Runde 11 ging Ingle jedoch durch eine Linke K. o. und erlitt so seine erste Niederlage als Profi.
Doch schon in seinem nächsten Kampf am 13. November 1999 in Kingston upon Hull gegen Manuel Medina (56-10), konnte er sich dessen IBF-Weltmeistertitel sichern. Medina war bereits in der zweiten Runde zweimal am Boden und wurde nochmals in der zehnten Runde niedergeschlagen, ehe in der zwölften Runde auch Ingle einmal zu Boden ging. Schließlich gewann Ingle einstimmig nach Punkten und verteidigte seinen Titel am 29. April 2000 im Madison Square Garden durch K. o. in der elften Runde gegen den US-Amerikaner Junior Jones (47-4).
Zur nächsten Titelverteidigung kam es am 16. Dezember 2000 in Sheffield gegen den Südafrikaner und ehemaligen IBF-Weltmeister im Bantamgewicht Mbulelo Botile (26-1). Ingle musste in diesem Kampf in Runde 11 einmal zu Boden und wurde nochmals in Runde 12 zu Boden geschlagen, wonach der Ringrichter den Kampf abbrach und Botile zum Sieger durch K. o. erklärt wurde. Ingle wurde, da er einige Minuten nicht mehr auf die Beine kam, ins Sheffield’s Royal Hallamshire Hospital überführt, wo ihm ein Blutgerinnsel aus dem Gehirn entfernt werden musste. Dies bedeutete das Ende seiner Boxkarriere.